# تابو

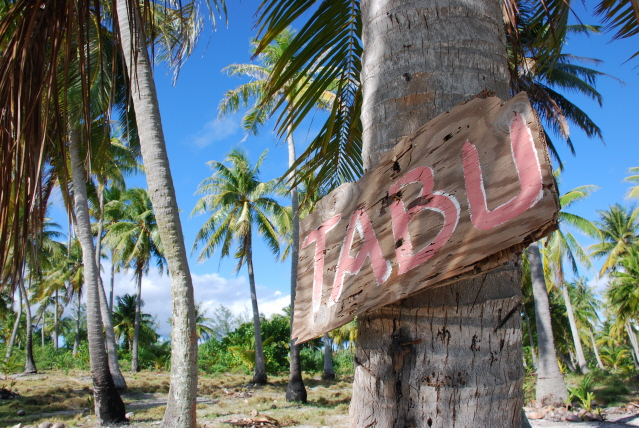
كلمة تابو

التابو أو الطابوه (ج. تابوهات أو طابوهات) كلمة بولينيزية تطلق على (المحظور في نظر المجتمع)، أي ما تعتبره أعراف المجتمع (أو السياسة أو جهة أخرى) من المحرمات (وليس حتمًا وفق الشريعة التي يدين بها ذاك المجتمع) وإن كانت في بعض الأحيان تقرن لدى البعض بمفهوم «الحلال» و«الحرام». فالتابو أي خط أحمر لا يقبل المجتمع تجاوزه بغض النظر عن مدى كون (التابو) مبررا أو حتى متناسقا مع القوانين والشرائع.

## وجه التسمية
أصل كلمة تابو أتى من لغات سكان جزر المحيط الهادئ، وتعني المحرم أو الممنوع وقد تعني المقدس أحيانا، وهي تشير إلى الأشياء الممنوع على الفرد القيام بها من فعل أو قول لأن هذا يطلق الأرواح الشريرة الموجودة داخلها (والفكرة موجودة تقريبا لدى كل الشعوب البدائية)، وكان الكابتن جيمس كوك أول من ذكرها ونقلها للغرب، والكلمة نفسها موجودة في النصوص التشريعية في تونغا مثلا. النبر في كلمة تابو هو على التاء، فهي تلفظ كما تلفظ كلمة «تابع».

## أمثلة على محرمات مجتمعية
من المحرمات السياسية في الأنظمة الاستبدادية انتقاد الزعيم أو الثناء على نظام آخر مخالف فكريا.
ومن محرمات المجتمعات العربية مناقشة المواضيع المتعلقة بالأمور الجنسية إلا خلف الأبواب المغلقة.

## اقرأ أيضاً
- الطوطم والتابو